# Cacomantis flabelliformis
El cuco flabeliforme o cucu de cola abanico (Cacomantis flabelliformis) es una especie de ave cuculiforme de la familia Cuculidae que habita en Oceanía.

## Distribución y hábitat
Sus hábitats naturales son bosques templados, manglares subtropicales o tropicales, bosques montanos húmedos subtropicales o tropicales, y jardines.  
Sus poblaciones se extienden por las selvas y manglares de Nueva Guinea, Fiyi, Nueva Caledonia, islas Salomón, Vanuatu y Australia. En esta última se encontraba en las regiones costeras del sur y este, sin adentrarse más de 1000 km tierra adentro, además de Tasmania.

## Comportamiento
Es una especie se alimenta de una gran variedad de insectos y orugas, pequeños reptiles, mamíferos y aves, principalmente polluelos, además de frutos y algunos vegetales.
En Australia la especie cría de julio a enero. Practican el parasitismo de puesta, las hembras ponen en cada nido un solo huevo blanco violáceo con motas rojas o pardas (según la especie huésped). Suelen parasitar a los maluros y los acantiza. Suelen preferir los nidos cubiertos.